# Kazitsjene
Kazitsjene (Bulgaars: Казичене) is een dorp in de buurt van de Bulgaarse hoofdstad Sofia. Het dorp valt binnen de administratieve grenzen van het district Pantsjarevo.

## Bevolking
In de eerste volkstelling van 1934 telde het dorp 1.614 inwoners. Dit groeide tot een officiële hoogtepunt van 4.943 inwoners in 1965. Op 31 december 2019 telde het dorp 4.545 inwoners.
Het dorp bestaat vooral uit etnische Bulgaren (4.216 respondenten in 2011, oftewel 96,6%). Verder werden er 100 Roma (2,3%) en 32 Bulgaarse Turken (0,8%) geteld.
Van de 4.829 inwoners in februari 2011 waren er 760 jonger dan 15 jaar oud (15,7%), gevolgd door 3.396 personen tussen de 15-64 jaar oud (70,3%) en 673 personen van 65 jaar of ouder (13,9%).